# Centralsvenska
Centralsvenska är inom lingvistiken namnet på det regionala riksspråk som talas i östra Svealand i områdena omkring Stockholm. Denna varietet av svenskan är den som oftast hörs i radio- eller tv-sändningar, och som används i läromaterial för svenska som andraspråk. Flera språkvetenskapliga beskrivningar av svenska utgår ifrån centralsvenskan, till exempel Svenska Akademiens grammatik eller Tomas Riads Phonology of Swedish, och likaså många uttalslexikon som Norstedts svenska uttalslexikon och Svenska språknämndens uttalsordbok.